# Дряновско
 Тази статия е за историко-географската област.  За общината вижте Дряново (община).  
Дряновско е историко-географска област в Северна България, около град Дряново.
Територията ѝ съвпада приблизително с някогашната Дряновска околия, а днес включва община Трявна и почти цялата община Дряново (без село Янтра от Севлиевско), както и южната част на община Велико Търново (селата Белчевци, Бижовци, Бойчеви колиби, Бочковци, Горановци, Димовци, Дойновци, Долни Дамяновци, Ивановци, Йовчевци, Кисьовци, Клъшка река, Лагерите, Мишеморков хан, Пирамидата, Райковци, Рашевци, Русковци, Самсиите, Сеймените, Семковци, Сърненци, Ушевци, Цепераните, Цонковци и Ялово) и село Буря в община Севлиево. Разположена е в Предбалкана и Стара планина по поречието на Дряновска река. Граничи с Великотърновско на север и изток, Еленско на изток, Казанлъшко на юг и Габровско и Севлиевско на запад.